# برايتون كولابوراشن
برايتون كولابوراشن (بالإنجليزية: Brighton Collaboration)‏ (اختصارًا BC) هي شبكةٌ عالميةٌ غير ربحيةٍ لأبحاث سلامة اللقاحات لمتخصصي الرعاية الصحية، سُميت على اسم المدينة في إنجلترا حيث صيغت فيها الفكرة لأول مرة.
انطلق برايتون كولابوراشن في عام 2000، وكانت فكرة التعاون قد بدأت في عام 1999، وذلك بعد عرضٍ قدمه بوب تشين في مؤتمر اللقاح العلمي الدولي في برايتون في المملكة المتحدة. حيثُ تحدث عن تطوير مراقبة سلامة اللقاحات عبر إنشاء معايير مقبولة عالميًا.

## روابط خارجية
- الموقع الرسمي